# Gave (Portugal)
Gave ist eine Gemeinde (Freguesia) im nordportugiesischen Kreis Melgaço.

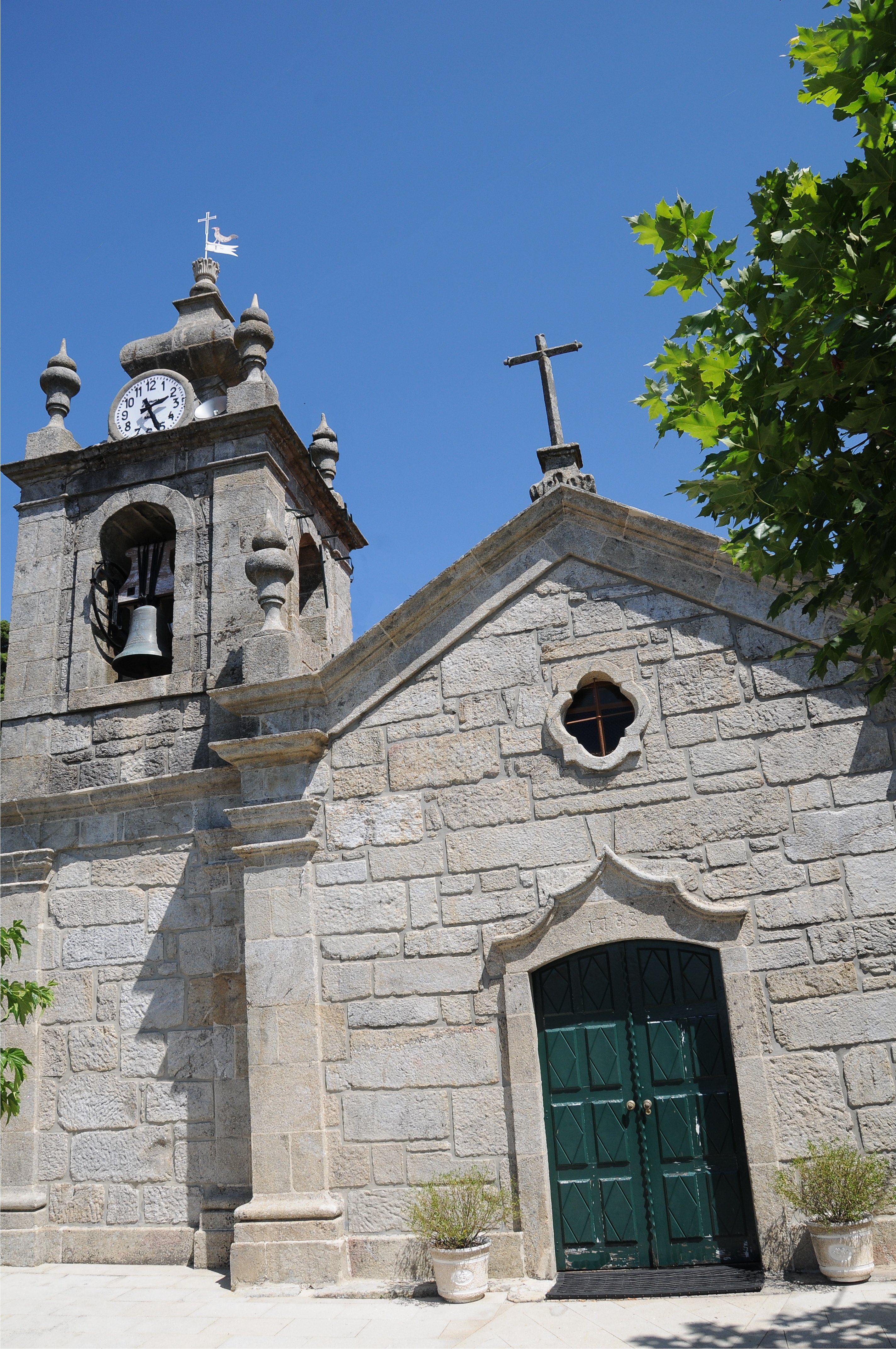
Kirche von Gave

 In ihr leben 180 Einwohner (Stand 19. April 2021).